# Xuia
Xuia (en rus Шуя) és la tercera ciutat més gran de l'óblast d'Ivànovo (Rússia). És a la riba del riu Teza, a 241 km a l'est de Moscou. El 2002 tenia 62.449 habitants. El primer registre de Xuia data del 1393. Des del 1403 la zona va estar controlada per una sucursal de la Cambra de Súzdal. El 1539 la ciutat fou saquejada per Safagäräy de Kazan. El 1566 Ivan el Terrible va prendre-la com a propietat personal (Oprítxnina). El 1722 Pere el Gran va visitar la ciutat i va construir-hi fàbriques tèxtils. El segle xix Xuia va créixer com un dels principals centres de processament de lli, tot i que Ivànovo va destronar-la ràpidament.